# Boštjan Maček
Boštjan Maček (Murska Sobota, Yugoslavia, 17 de junio de 1972) es un deportista esloveno que compite en tiro, en la modalidad de tiro al plato.
Ganó una medalla de bronce en el Campeonato Mundial de Tiro al Plato de 2022 y cuatro medallas en el Campeonato Europeo de Tiro entre los años 2011 y 2024.
Participó en dos Juegos Olímpicos de Verano, en los años 2012 y 2016, ocupando el séptimo lugar en Londres 2012, en la prueba foso.

## Palmarés internacional
| Campeonato Mundial | Campeonato Mundial    | Campeonato Mundial | Campeonato Mundial |
| Año                | Lugar                 | Medalla            | Prueba             |
| ------------------ | --------------------- | ------------------ | ------------------ |
| 2022               | Osijek (Croacia)      | Medalla de bronce  | Foso mixto         |
| Campeonato Europeo |                       |                    |                    |
| Año                | Lugar                 | Medalla            | Prueba             |
| 2011               | Belgrado (Serbia)     | Medalla de bronce  | Foso               |
| 2015               | Maribor (Eslovenia)   | Medalla de bronce  | Foso               |
| 2018               | Leobersdorf (Austria) | Medalla de oro     | Foso               |
| 2024               | Lonato (Italia)       | Medalla de bronce  | Foso               |